# Noski Śnietne
Noski Śnietne – wieś w Polsce położona w województwie podlaskim, w powiecie wysokomazowieckim, w gminie Sokoły.
W latach 1975–1998 miejscowość administracyjnie należała do województwa łomżyńskiego.
Wierni kościoła rzymskokatolickiego należą do parafii  Wniebowzięcia NMP w Sokołach.

## Historia
W Herbarzu Kapicy-Milewskiego, w roku 1525 wymieniony Jan Nosek de Snietne haeres.
W I Rzeczypospolitej Noski należały do ziemi bielskiej.
W roku 1827 Noski-Śnietne liczyły 12 domów i 86 mieszkańców. Pod koniec wieku XIX wieś drobnoszlachecka w powiecie mazowieckim, gmina i parafia Sokoły.
W 1921 r. naliczono tu 20 budynków z przeznaczeniem mieszkalnym oraz 108 mieszkańców (50 mężczyzn i 58 kobiet). Narodowość polską podało 105 osób, 2 żydowską, a 1 inną.